# قوارة إلياس (الضليعة)
'

تعديل مصدري - تعديل

قوارة الياس هي إحدى قرى عزلة الضليعة بمديرية الضليعة التابعة لمحافظة حضرموت، بلغ تعداد سكانها 88 نسمة حسب تعداد اليمن لعام 2004.